# Albert Leibenfrost

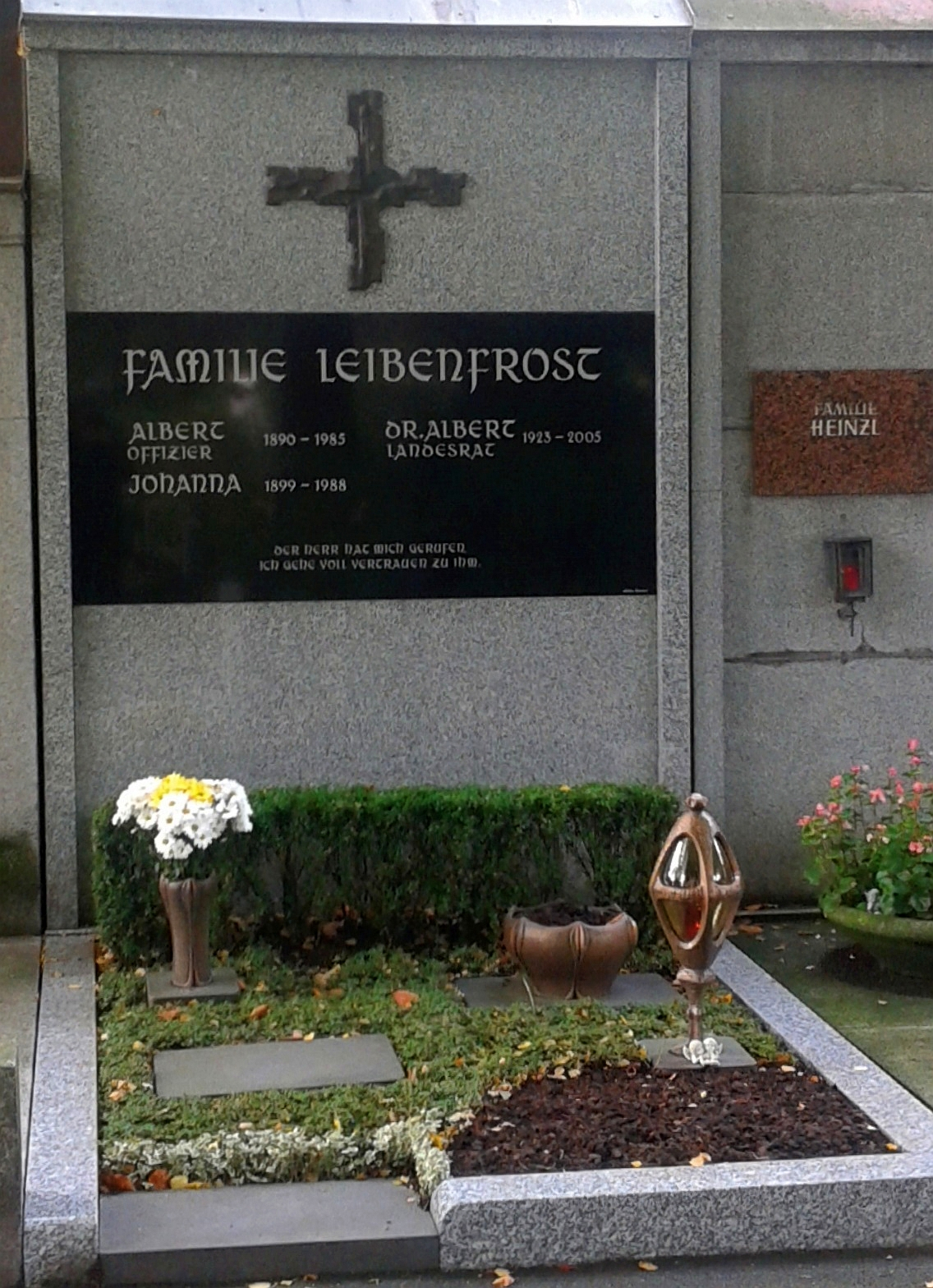
Grab von Landesrat Albert Leibenfrost und seinen Eltern (2017)

Albert Leibenfrost (* 6. März 1923 in Linz; † 22. März 2005 in Salzburg) war ein österreichischer Politiker der Österreichischen Volkspartei (ÖVP) und Wirtschaftsfachmann.

## Leben
Albert Leibenfrost wurde am 6. März 1923 als Sohn des damaligen Offiziersstellvertreters Albert Leibenfrost (* 3. März 1890 in Wien; † 1985) und dessen Ehefrau, der Köchin Johanna (geborene Weingartner; * 3. April 1899 in Linz; † 1988), in Linz geboren und wurde am 17. März 1923 auf den Namen Albert getauft. Seine Eltern hatten am 10. August 1920 in Linz-St. Josef geheiratet.
Er wuchs in Linz auf und studierte von 1945 bis 1948 an der Universität Graz Staatswissenschaften (Promotion 1948). Ab 1949 war er in verschiedenen wirtschaftspolitischen Funktionen in Oberösterreich tätig, zuerst als Sekretär der Kammer der gewerblichen Wirtschaft. 1963 übernahm Leibenfrost die Leitung der dortigen rechts- und gewerbepolitischen Abteilung. 1967 wurde er zum Leiter der wirtschaftspolitischen Abteilung berufen. Seit 1976 leitete er die handelspolitische Abteilung.
Vom 4. November 1975 bis 16. Oktober 1980 war Leibenfrost Abgeordneter zum österreichischen Nationalrat.
In der Zeit von 1980 bis zum 6. November 1990 übte er in Oberösterreich das Amt eines Wirtschaftslandesrates aus (Landesregierung Ratzenböck II und III).
Leibenfrost gilt als einer der Begründer der wirtschaftlichen Spitzenposition des Landes Oberösterreich zum Ende des 20. Jahrhunderts.
Am 22. März 2005 starb Leibenfrost kurz nach seinem 82. Geburtstag und wurde am Linzer St. Barbara-Friedhof im Grab seiner Eltern beerdigt.

## Ehrungen
- 1985: Ehrenzeichen in Gold der Sudetendeutschen Landsmannschaft in Österreich